# トウサワトラノオ
トウサワトラノオ（唐沢虎の尾、学名：Lysimachia candida）は、サクラソウ科オカトラノオ属の多年草。
工事などによる人為的な攪乱など、一定の条件が加わると大群生をつくることがあるという。また、一般に多年草とされるが、地下茎が発達しないので、越年草と判断されるという。

## 特徴
茎はしばしば束生し、円柱形で赤みがあり、無毛で直立し、上部でほとんで枝分かれせず、高さは20-40cmになる。茎の下部は鮮やかな赤色になり、ときに栄養状態が良ければ茎の上部で2-3に分枝する。葉は互生し、葉身は倒披針形またはへら形で、長さ2-4cm、幅5-8mm、先端は鈍く、基部は狭まって短い葉柄につながる。縁は全縁となる。
花期は4月下旬-5月。枝先に総状花序をつけ、白色の多数の花をやや密につけ、下側から咲く。花序軸から出る花柄は長さ12-18mmになる。花冠は径10mm、白色で5裂し、花冠裂片は倒披針形で長さ8-10mm、先端はとがる。萼は深く5裂し、萼裂片は細い線形になり先端は鋭くとがり、長さ4-6mmになる。雄蕊は5個あり、葯は黄色で裂開後の花粉も黄色、裂開する筋が赤色になる。花柱は1個あり、長さ6mmになり花冠から突き出ない。
秋に赤く紅葉する。晩秋に茎が倒れて地面に着地すると、先端側の葉の基部部分から発根して新苗が育つ。茎の基部でも栄養繁殖し、ロゼットを構成して越冬する。

## 分布と生育環境
日本では、本州（栃木県・愛知県）に分布し、休耕田や湿地など、水分が充分にある場所にごく稀に生育する。国外では、台湾、中国大陸に分布する。
栃木県では、約50年ほど生育が確認できず絶滅とされていたが、2006年6月に県営のほ場整備事業実施前の生態系調査において生育が確認され、「トウサワトラノオ保全地」の整備が行われた。現在、関係者による保全管理が行われている。また、愛知県では、1989年に発見された生育地は1999年に絶滅し、2002年に再発見された。ただし、芹沢俊介 (2020) は、『レッドデータブックあいち2020』において、「既知の生育地はいずれも自然度の高い場所ではなく、本種の永続的な自生地ではないと思われる。本種は、日本ではもともと大陸から偶発的に入ってくるだけの種かもしれない。」としている。
台湾でも1898年の大渡忠太郎による発見以来見つからず、絶滅したと考えられていたが、2020年3月26日に基隆市暖暖区で植物愛好家によって122年ぶりに発見された。

## 名前の由来
和名トウサワトラノオは「唐沢虎の尾」の意。中国大陸に分布することから同国の「トウ」（唐）、生育地である湿地を表す「サワ」（沢）、花の咲き方から「トラノオ」（虎の尾）の名前がつけられたという。
種小名（種形容語）candida は、「純白の」「白毛ある」の意味。

## 種の保全状況評価
絶滅危惧IB類 (EN)（環境省レッドリスト）
（2020年、環境省）、2000年レッドデータブックまでは、絶滅危惧IA類(CR)

- 栃木県（2018年）絶滅危惧II類(Bランク)[8]
- 愛知県（2020年）絶滅危惧IB類(EN)[5]

## ギャラリー

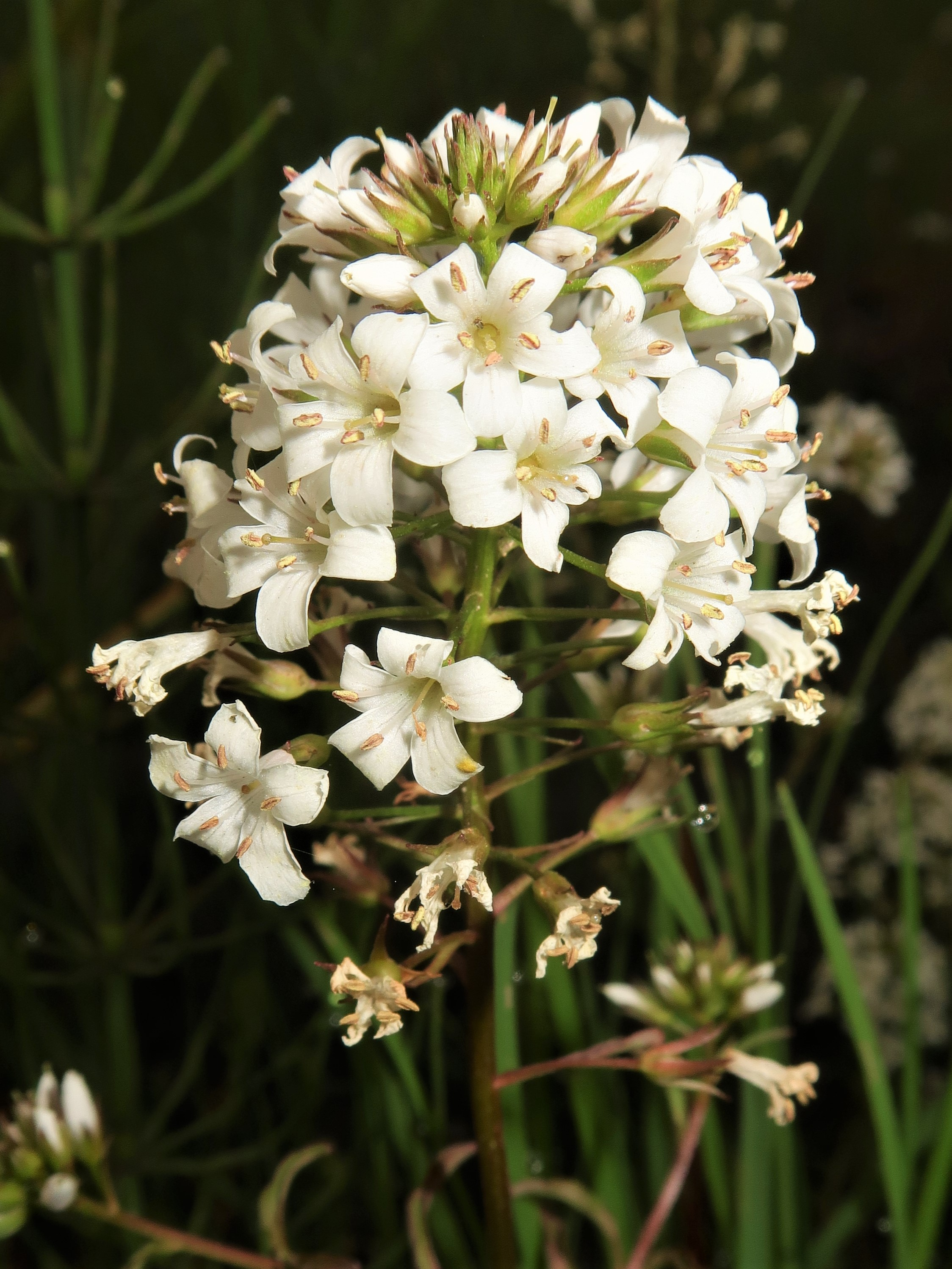
花冠は白色で5裂し、花冠裂片は倒披針形で先端はとがる。
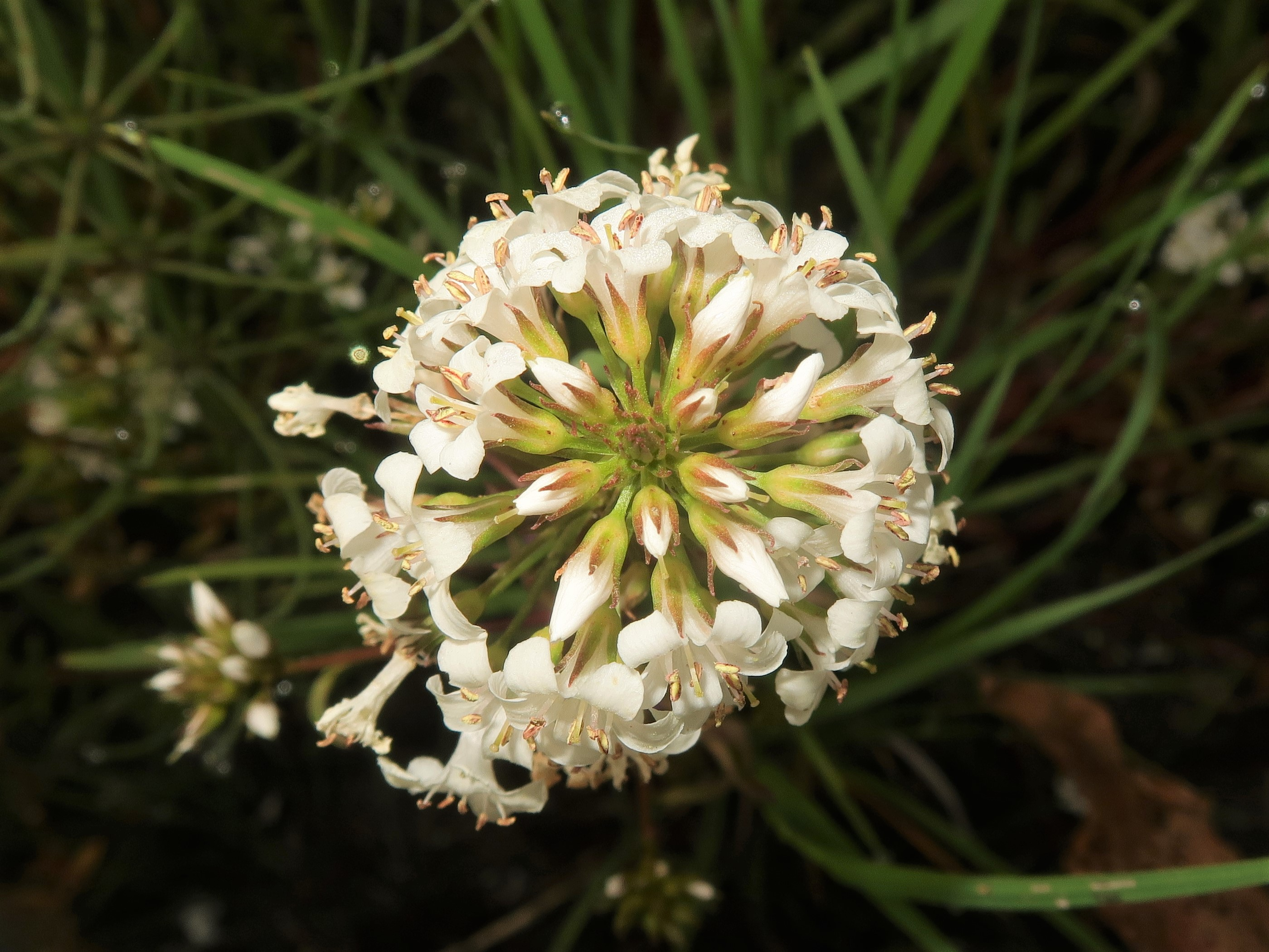
花序を真上から撮影。萼は5深裂し、萼裂片は細い線形になり先端は鋭くとがる。葯は黄色で裂開後の花粉も黄色になる。
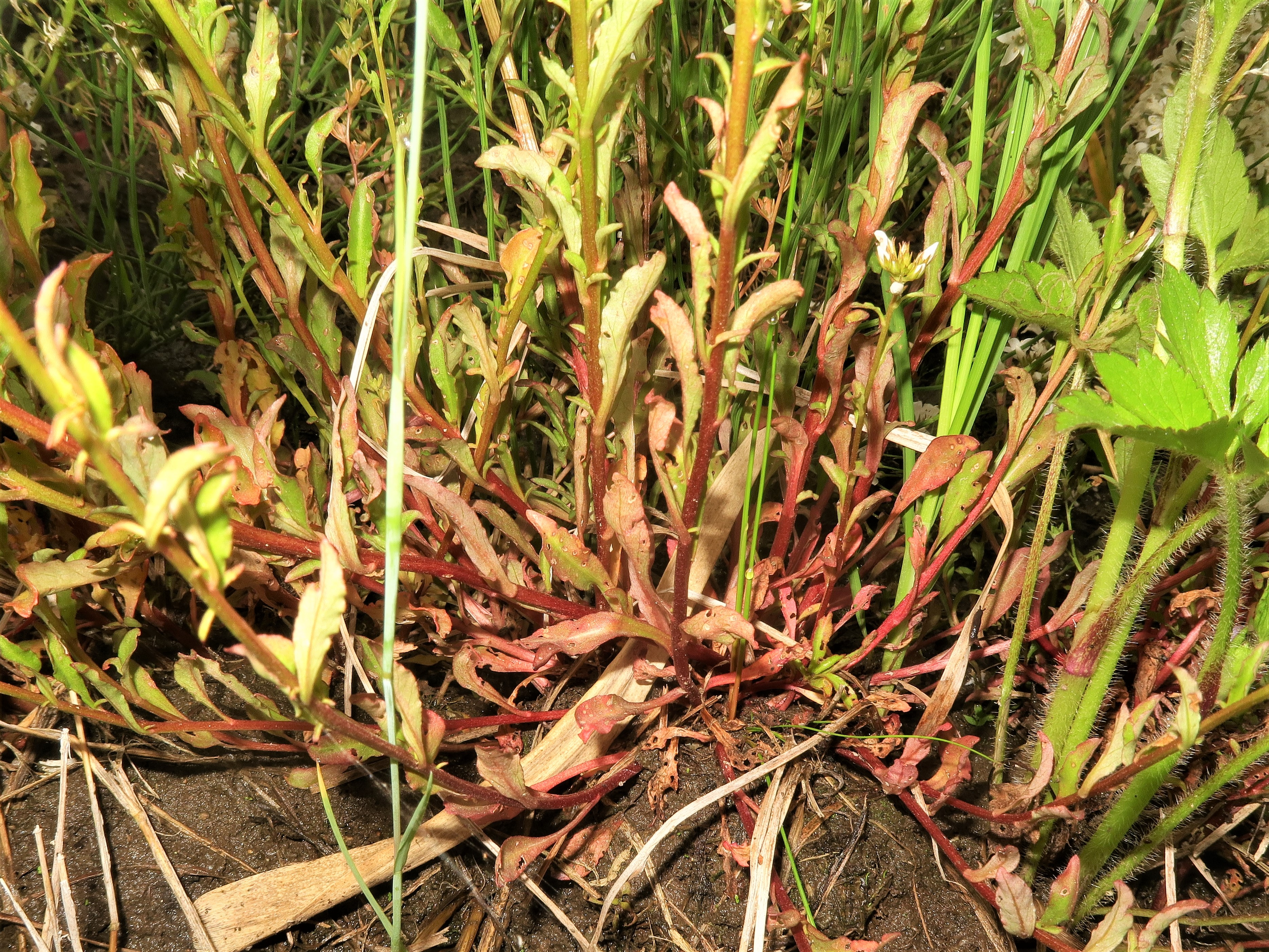
茎は円柱形で赤みがあり、無毛で直立する。
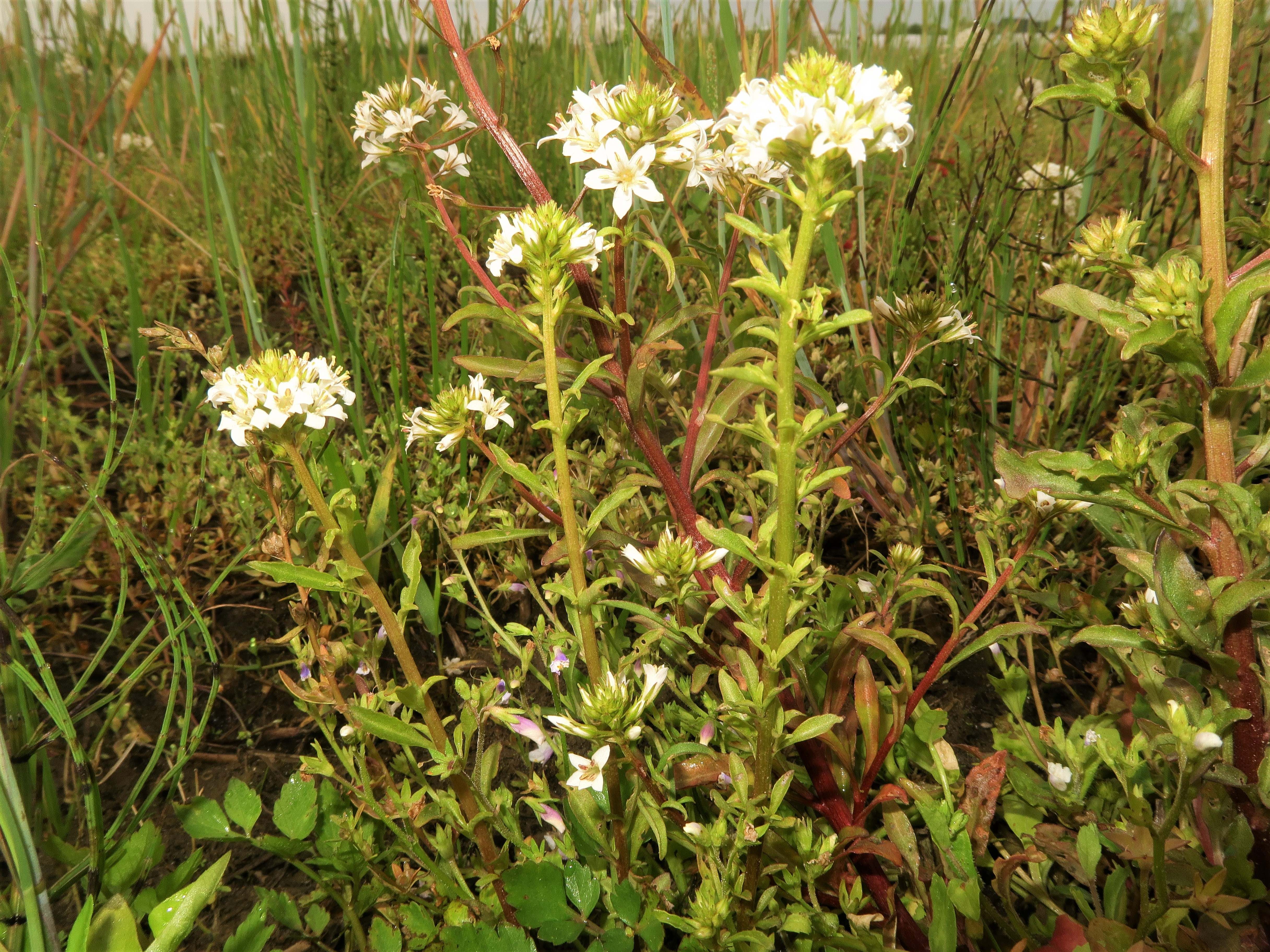
発育が悪い小さな株でも必ず花がつく[3]。
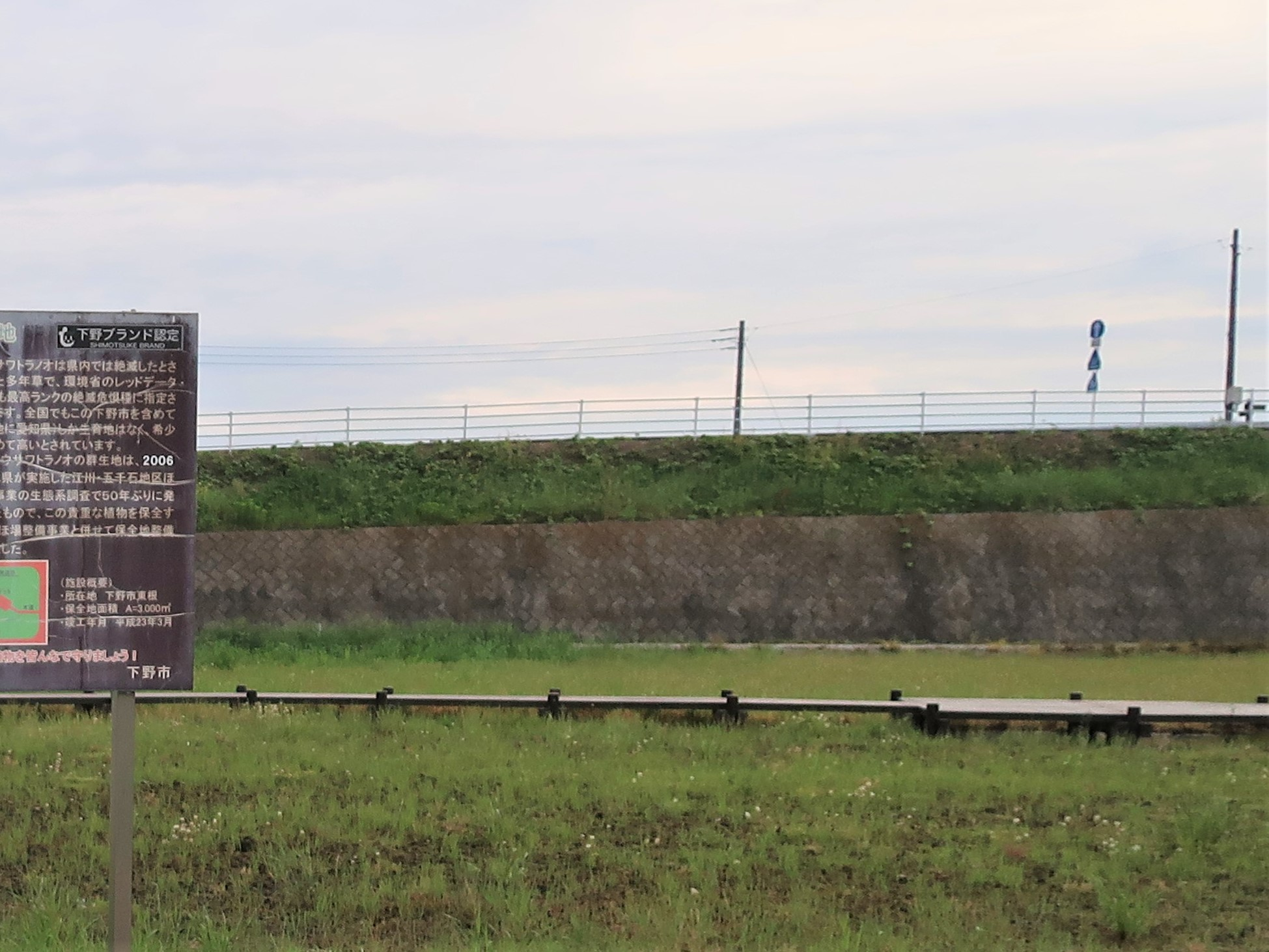
栃木県下野市の保全地域。

## 類似種
サワトラノオ Lysimachia leucantha Miq. (1867) - 本種トウサワトラノオに似るが、高さは40-80cmになり、トウサワトラノオより花が小さく花冠の径7-8mm、花冠裂片の長さ4mm、花冠裂片の先端は円い。萼裂片はやや太く披針形で長さ3mmになり、黒色の腺点がある。雄蕊と花柱はトウサワトラノオと異なり花冠を突き出る。本州（埼玉県・静岡県・大阪府）、九州（佐賀県・熊本県・大分県）、朝鮮半島に分布する。